# Starešinič
Starešinič je priimek več znanih Slovencev:
- Stane Starešinič (1921—1994), gledališki igralec